# 霍氏軟喉盤魚
霍氏軟喉盤魚（學名：Gouania hofrichteri），為輻鰭魚綱喉盤魚目喉盤魚科的其中一種，分布於歐洲地中海海域，本魚體細長，前部平扁，後部側扁，頭背部輪廓在側面看呈「S」形彎曲，在眼球上方凹陷，在頸背凸起，眶下骨內陷於眼前半部或眼中部下方，鰓蓋骨後緣上端尖，下端圓，胸鰭基後體橫切面呈三角形，腹面扁平，背尖，體不被鱗，覆有粘液層，腹鰭喉位，與周圍的皮褶特化成一吸盤，尾鰭圓形，眼周無星狀色素沉著，體色素沉著呈條紋狀或大理石紋狀，可見小的虹彩細胞，體長可達3.7公分，屬底棲性魚類，棲息在潮間帶的礫石區，生活習性不明。